# Burnsville (Mississippi)
Pour les articles homonymes, voir Burnsville.
La ville américaine de Burnsville est située dans le comté de Tishomingo, dans l’État du Mississippi. Lors du recensement de 2000, sa population s’élevait à 1 034 habitants.

## Source
- (en) Cet article est partiellement ou en totalité issu de l’article de Wikipédia en anglais intitulé « Burnsville, Mississippi » (voir la liste des auteurs).